# Goldeck (Berg)
Das Goldeck ist ein 2142 m ü. A. hoher Berg der Latschurgruppe in den Gailtaler Alpen in Kärnten südwestlich von Spittal an der Drau. Er bildet aus geologischer Sicht die südöstliche Fortsetzung der Kreuzeckgruppe und ist im Unterschied zu den restlichen Gailtaler Alpen aus kristallinen Gesteinen aufgebaut.
Am Nordwesthang des Bergs befindet sich das Skigebiet Goldeck mit zahlreichen Skipisten, Skiliften und der längsten „schwarzen Abfahrt“ in den Alpen. Vom Fuß des Berges in Spittal führt eine 2012 eröffnete Umlaufseilbahn bis zum Speicherteich auf etwa 1770 m, von dort erreicht man das Skigebiet mit zwei Sesselliften, einem Kinderland und der Nordabfahrt ins Tal. Vom Speicherteich führt eine einstündige Wanderung zum Gipfel. Auf diesem ist ein Gasthaus sowie der Sender Goldeck zu finden. Östlich unterhalb des Gipfels auf einer Höhe von 1929 m liegt die Goldeckhütte des Österreichischen Alpenvereins. Der Betrieb der Pendelbahn aus dem Jahr 1960 wurde nach Ende der Wintersaison 2018/19 eingestellt, da im Jahr 2020 die Konzession ablief, und sich bei Revisionsarbeiten im April 2019 ein tödlicher Unfall ereignete.

## Anstiege
Die Besteigung des Goldecks erweist sich im Sommer als einfach, da gut ausgebaute Wege (Schotter- und Waldwege) einen schnellen Aufstieg ermöglichen. Die Routen 32 und 210 sind die schnellsten und einfachsten. Es ist möglich, mit der Seilbahn bis zum Speicherteich auf 1770 Meter zu fahren, von dort erreicht man das Gipfelkreuz in gut einer Stunde. Auch eine Anfahrt mit dem Auto ist möglich, diese erfolgt auf der Südostseite des Berges auf der Goldeck-Panoramastraße bis zum Gasthof und Parkplatz Seetal auf einer Höhe von 1883 m.
Über den Gipfel führt auch der Ruperti-Weitwanderweg.